# Mormo pintica
Mormo pintica är en fjärilsart som beskrevs av Paul Dognin 1897. Mormo pintica ingår i släktet Mormo och familjen nattflyn. Inga underarter finns listade i Catalogue of Life.